# Новый Ольгов
Новый Ольгов — исчезнувший древнерусский город, находившийся в Рязанской земле между Старой Рязанью и Переяславлем-Рязанским.

## История
Предположительно, Новый городок Ольгов играл роль резиденции рязанских князей. Упоминается в Списке русских городов дальних и ближних как «новыи городок Олговъ на усть Проне». В 1971 году решением Рязанского облисполкома Ново-Ольговское городище было внесено как памятник археологии в реестр объектов культурного наследия регионального значения.

## Расположение
Расположение нового Ольгова относят к месту впадения реки Прони в Оку близ современной деревни Никитино. В Рязанском княжестве имелся ещё один более древний Ольгов — сегодняшнее село Льгово.
Новый Ольгов занимал мыс, возвышающийся на 20 м над уровнем реки. Площадка городища (1,3 га) с юга ограничена глубоким оврагом, по дну которого протекает ручей, а с северо-запада — крутыми склонами к пойме Оки. С напольной стороны сохранились вал (высота 3—4 м) и ров. Въезд в треугольное городище находился в юго-восточном углу, между двумя заходящими друг за друга концами вала. У въезда обнаружены фундаменты каменной церкви рубежа XII—XIII веков. Неподалёку расположено открытое селище.

## Галерея

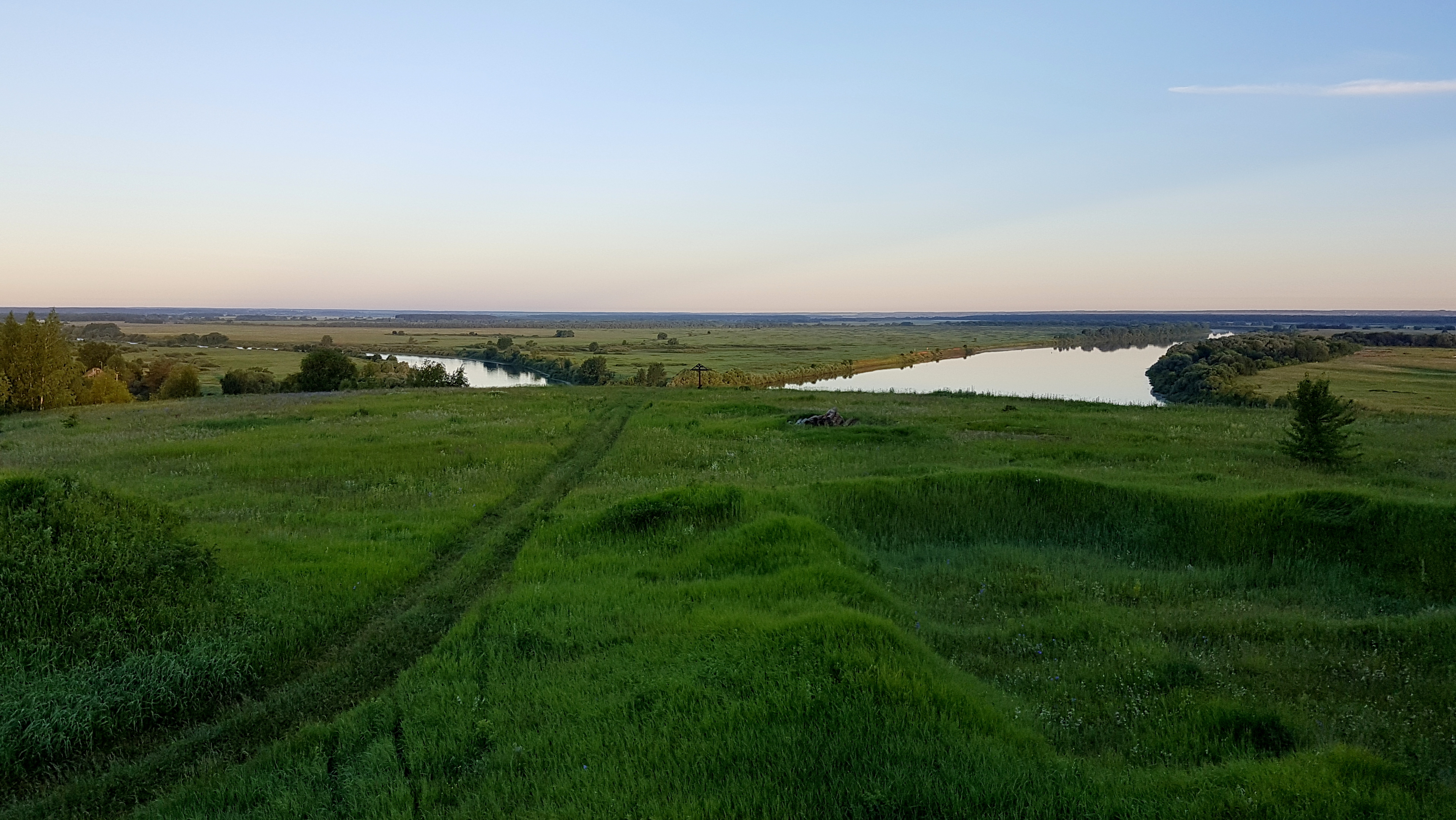
Ново-Ольговское городище
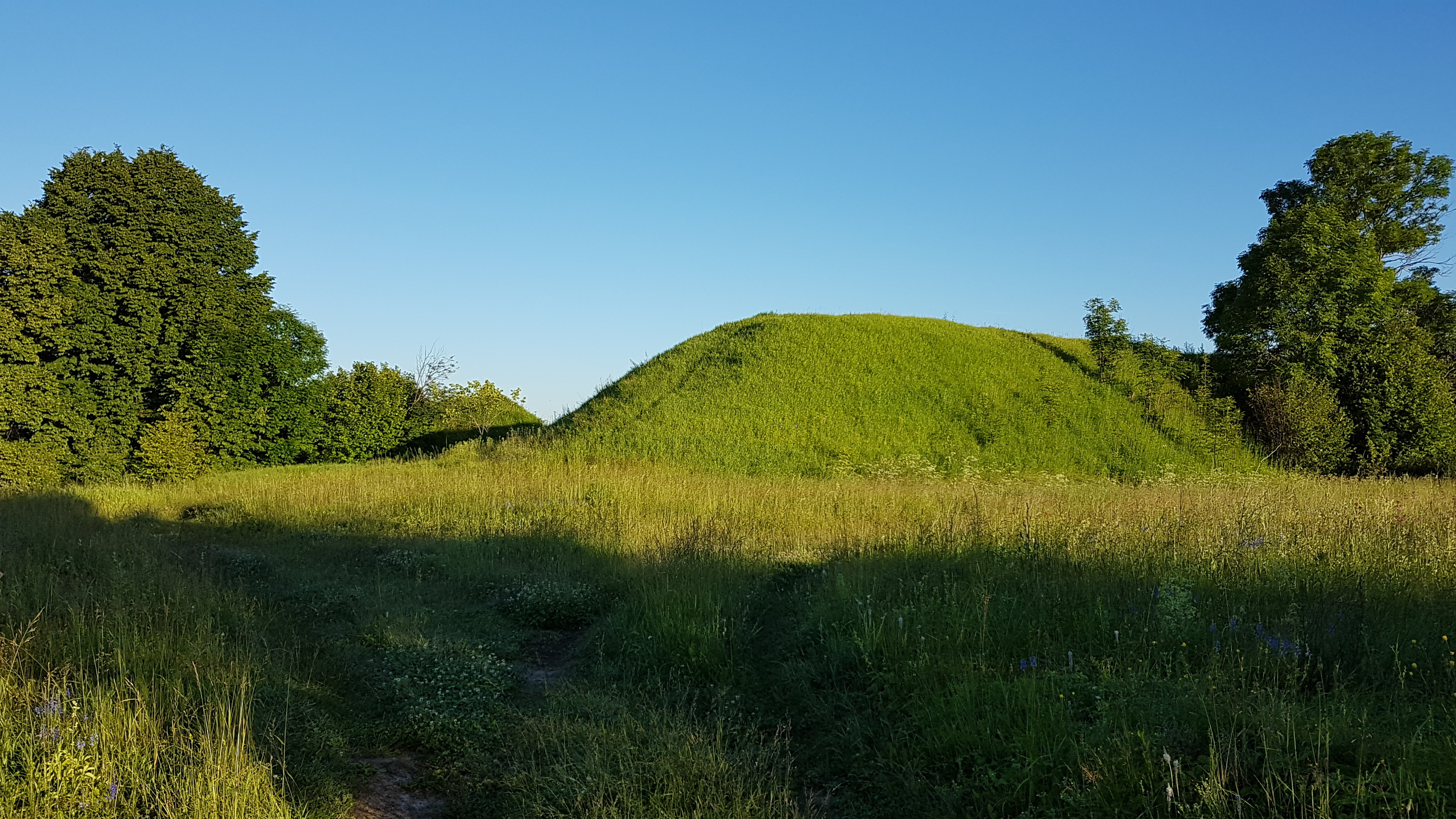
Вал городища